# 甲南女子大学本源氏物語
甲南女子大学本源氏物語（こうなんじょしだいがくほんげんじものがたり）とは、源氏物語の写本の一つ。現在神戸市東灘区の甲南女子大学の図書館には「伝藤原為家筆梅枝巻」と「伝冷泉為相筆紅葉賀巻」という二つの鎌倉時代の貴重な源氏物語の写本が所蔵されており、この「二つの写本の一つ」または「二つの写本の総称」として「甲南女子大学本（源氏物語）」と呼ばれる。

## 伝藤原為家筆梅枝巻
甲南女子大学が所蔵する源氏物語の写本として最も良く取り上げられる写本である。現在は梅枝の1帖のみ残存している零本である。本写本は鎌倉時代の比較的早い時期の書写と見られるもので、古筆鑑定による伝承筆者は藤原為家であり、越部禅尼や為家の子二条為氏である可能性も指摘されている。一面九行で、和歌の字下げ（本文中の和歌について、行を改めた上で1ないし2文字下の位置から書き始めること）が見られないという独特の書き方をしている。

### 本写本の伝来
本写本は甲南女子大学が1973年（昭和48年）に京都の古書店から購入したもので、教授であった真下三郎の調査によって河内本の本文を持つ写本であるとされて、同大学の図書館報にも掲載された。その後詳細な調査は長年行われることなく同大学図書館の公式サイトが開設されその中で「同図書館所蔵の貴重書」として紹介された際にも「河内本」とされたままであったが、2004年（平成16年）10月に総合研究大学院大学文化科学研究科日本文学研究専攻・国文学研究資料館の博士後期課程の大学院生であった大内英範が2日間にわたって詳細な調査を行った結果本写本の本文は河内本ではなく別本であり、さらに別本の中でも特異な本文を持つ貴重な古写本であることが明らかになった。このときの調査結果について当初大内は甲南女子大学の紀要か論集に投稿することを大学側に問い合わせたが、紀要の掲載条件が「学校関係者のみ」であるとの理由で掲載許可が下りなかったため、2005年（平成17年）5月に市販された論文集『古代中世文学論考　14』の中に「伝為家筆梅枝巻とその本文」として掲載刊行された。これにより本写本は一部の研究者の間では知られるようになっていた（なお、このとき同時に調査された紅葉賀巻については翌年2005年（平成17年）11月に刊行された『源氏物語別本集成　続』第2巻に校合本文の一つとして収録された。）。
さらに2008年（平成20年）10月に源氏物語千年紀の中で大学当局が写本の存在がマスコミ向けに公表され、同年11月4日から7日まで甲南女子大学図書館において同図書館で毎年秋に開催されている貴重書展のテーマを「源氏物語」とし、その目玉展示品として一般公開されたために広く注目されるようになった。このときの発表は発表された媒体によって多少の異なりはあるものの、「甲南女子大学の日本文学担当の米田明美教授が「源氏物語千年紀」を記念した書展を開くため、書庫で保管されていた梅枝巻を再読していた際にこれまでの写本と異なる記述があることに気づいた。（中略）米田明美教授は「まさか別本では」と胸が高鳴ったという。」といったもので、この報道について国文学研究資料館の伊藤鉃也は「過去に大内英範という大学外部の研究者によってすでに詳細に調査され研究成果として発表されていることに全く触れておらず、学内の研究者によってはじめて調査・発見されたかのような発表を行っている」ことを批判し「大内英範君が成した成果を踏まえた公開にすべきでした」「研究成果を無視したり、踏みにじってはいけないと思います」「たった一冊の『源氏物語』の古写本を、大学入試を控えた時期に、世間の注目を集めるための道具として利用することに疑念を持ちます」と述べている。
その後2008年（平成20年）に米田による翻刻文が『甲南女子大学研究紀要. 文学・文化編』第45号に掲載され、2010年（平成22年）に紅葉賀と合わせて翻刻や解説を加えた影印本が勉誠出版より出版された。

### 本写本と勝海舟
本写本には勝海舟が使用したとされる蔵書印が確認出来る（それ以外にもいくつかの蔵書印が確認出来るが誰の蔵書印なのか、勝海舟のそれより前のものなのか後のものなのかは一切不明である）。そのため2008年に本写本の存在がマスコミに公表された際には「勝海舟の蔵書であった」という点が大きく報じられた。本写本に押されている「勝安芳」という蔵書印は勝海舟が専ら明治維新以後に使用したとされるものである。勝海舟の回想録である『氷川清話』によると勝海舟は若い時代には熱心に勉強はしたものの蘭学のような「実学」を重んじており文学のようなものは学ぶ機会を持たず、元治元年10月21日（1864年11月20日）に軍艦奉行を罷免され、寄合席となってから慶応2年5月28日（1866年7月10日）、町奉行次席軍艦奉行に復職するまでの蟄居処分となり時間ができたときに初めて源氏物語といったさまざまな書物をきちんと読んだとしている。勝海舟の蔵書は同人の死後そのかなりの部分が紀州徳川家の当主徳川頼倫のコレクション南葵文庫に入り、その多くは関東大震災の後東京帝国大学に寄贈されたが、その他にも個別に売り出された記録もいくつか存在する。本写本がどのような経緯で勝家のもとを離れ京都の古書店のもとに至ったのかは不明である。なお勝海舟旧蔵と見られる源氏物語の写本としては本写本の他に校異源氏物語及び源氏物語大成校異編に青表紙本系統の写本の一つとして夢浮橋1帖のみであるが写本記号「勝」・「筆者未詳（勝安房旧蔵） 桃園文庫蔵」として収録されているものがある。

### 本文
本写本について詳細な分析を行った大内英範は、本写本の本文を大島本、池田本、三条西家本（宮内庁書陵部蔵本）、尾州家河内本、陽明文庫本、保坂本といった各系統を代表する写本の本文と比較して、「本写本以外の全ての写本で本文が一致しているか漢字と仮名の使い分けなど意味に影響を与えない違いしか存在しない場合でも、本写本だけが意味に影響を与える大きな違いが存在する場合がしばしばある」ことを明らかにし、本写本の本文は青表紙本や河内本といったこれまで広く知られていた本文とは大きく異なるものであり、代表的な別本の写本とされる陽明文庫本に近い傾向はあるといえるものの、これまで知られている別本の中でも「非常に特異な本文を有する」といえるものであり、「平安時代の本文の姿の一つを伝える貴重な写本ではないか」と結論付けている。

### 人物呼称
源氏物語において近年最も精緻な考察が行われつつある分野のひとつに、人物呼称研究がある。「それぞれの登場人物が、作品内でどのように呼ばれているのか、さらにはどのような場合にどのように呼び分けられているのか」に焦点をあてるアプローチである。
とりわけ紫の上は、光源氏が最も愛した女性であり、もともと身分的には光源氏の正妻となるのに何ら問題のない宮家の血筋であるにもかかわらず、光源氏が当時の貴族が結婚するときにとった一般的な手続きを全く取ることなくほぼ「略奪」といってよい強引なやり方で自宅に連れ帰って自分のものにしてしまったという「妻」となった経緯から、制度的・法的には「正妻」とは言い難い、特殊で微妙な立場にある。このため、源氏物語ではそれぞれの場面に応じて「対の上」、「紫の上」、「春の上」、「南の上」などさまざまな表現が使われている。こうした事情を前提として、「源氏物語の中での紫の上というものの存在」について考察が加えられることがしばしばある。
なかでも嫡妻を意味する「北の方」という表現は、ほとんどの本で登場人物の会話の中に見られるのみであり、地の文に現れることは決して無い。大島本ほか、現在一般に読まれている青表紙本だけでなく、河内本や、多くの別本でも同様である。
従来、別本の一つ「国冬本」だけが紫の上を地の文で「北の方」と表記する事例を持っていることが知られていた。ところが本写本も紫の上を地の文で「北の方」と表記する事例を持っていることが、大内英範によって明らかにされている。これを受けて、「紫の上を地の文で『北の方』と表記する」形の本文が、鎌倉時代の源氏物語（さらにはその元となった平安時代の源氏物語）において一定の地位を占めていた可能性が考えられるようになっている。

### 人物の異なり
青表紙本だけでなく河内本や多くの別本といったこれまで確認されているほとんどの写本では、梅枝巻の中で娘を入内させた人物を「左大臣」、夕霧に娘を嫁がせようとしている人物を「右大臣」としているのに対して、本写本では娘を入内させた人物が右大臣、夕霧に娘を嫁がせようとする人物が左大臣になっており、右大臣と左大臣との立場が丁度逆になっている。この二人の人物はそれぞれここにしか現れない人物であり、右と左が入れ替わっても話の流れが破綻することはないが、この二人はそれぞれ自分の娘を有力者に嫁がせて自身の地位を引き上げようとしている対照的な人物として描かれており、大内英範はこのような二人が入れ替わった本文が生まれた原因として、「本文中の離れた場所にある「右」と「左」とがたまたま同時に書き誤られた」と考えるよりも、もともとそのように書かれていた本文が存在しておりそれを忠実に写しとった結果このような本文が生まれたのではないかとしている。

### 本写本の僚巻
本写本の僚巻として以下の存在が指摘されている。
- 中山本の「若紫」巻
- 蓬左文庫蔵伝越部局筆松風巻[2]
- 個人蔵の古筆手鑑に収められた乙女巻の断簡[3]

## 伝冷泉為相筆紅葉賀巻
冷泉為相の筆とされる「紅葉賀」であるが、紅葉賀としては一部が欠落しており、逆に花散里の一枚が含まれている。鎌倉後期書写とされる写本で、概ね青表紙本系統の本文ではあるものの独自異文が見られる。『源氏物語別本集成　続』に校合本文の一つとして採用されている。こちらの巻には勝海舟の蔵書印は無い。上記の梅枝と同様1973年に京都の古書店から甲南女子大学が購入したものとされている。それ以前から梅枝巻とまとまって伝来した可能性を指摘されることもあるが明確な根拠は今のところ存在しない。本写本については現在鶴見大学図書館に所蔵されている帚木の一枚を含む須磨巻が僚巻であるとされている。

## 翻刻・影印本
- 米田明美「甲南女子大学本『源氏物語 梅枝』翻刻」甲南女子大学図書委員会『甲南女子大学研究紀要. 文学・文化編』第45号、2008年（平成20年）、pp. 23-36。
- 米田明美解説『源氏物語 梅枝・紅葉賀 甲南女子大学蔵鎌倉時代古写本』勉誠出版、2010年（平成22年）3月。 ISBN 978-4585032403
  - フルカラー影印、解題・翻刻・主要な写本との主な校異を付してある。

## 校本への採用
紅葉賀は2005年（平成17年）11月刊行の『源氏物語別本集成　続』第2巻に写本記号「甲」として校合本文の一つとして収録されており、梅枝についても2010年（平成22年）6月に刊行された『源氏物語別本集成　続』第7巻に校合本文の一つとして入っている。